# Tobias Smollett
Tobias Smollett (Dalquhurnc, 19 de março de 1721 – Livorno, 17 de setembro de 1771) foi um escritor britânico, nascido na Escócia.

## Carreira
É autor do livro The expedition of Humphry Clinker, novela que fala sobre a expedição da família Clinker nas Ilhas Britânicas. Consagrou-se como autor de novelas picarescas, entre elas: The Adventures of Roderick Random e Peregrine Pickle. Fez seus estudos na Universidade de Glasgow, pretendendo tornar-se médico-cirurgião. Depois de uma fracassada tentativa como autor teatral, viaja como cirurgião do navio HMS Chichester. Casa-se, em 1747, com a jamaicana Anne Lascelles.
Em 1753, depois de uma viagem à França, publica as The Adventures of Ferdinand Count Fathom. Seu interesse pela literatura de seu tempo levou-o a traduzir, para o inglês, o Dom Quixote (1755). No ano seguinte é o editor de The Critical Review.

### Poesia
- 1746: Advice[2]
- 1747: Reproof: A satire, a sequel to Advice[2]

### Poemas menores
- "The Tears of Scotland"
- "The Verses on a young lady playing on a harpsichord and singing"
- "Love Elegy"

### Odes
- "Burlesque"
- "Mirth"
- "Sleep"
- "Leven Water"
- "Blue-Eyed Ann"
- "Independence"

### Traduções
- 1748: The Adventures of Gil Blas of Santillane, publicado anonimamente (datado, incorretamente, de "1749"), traduzido do original L'Histoire de Gil Blas de Santillane por Alain-René Le Sage[2]
- 1755: The History and Adventures of the Renowned Don Quixote, traduzido do original espanhol de Miguel de Cervantes.[2] Vol. 1:.[3] Vol. 2:.[4]
- 1761–1765: The Works of Voltaire, tradução inglesa de Voltaire em 35 volumes, que Smollett editou com Thomas Francklin[5]

### Romances
- 1748: The Adventures of Roderick Random, publicado anonimamente[2]
- 1751: The Adventures of Peregrine Pickle, publicado anonimamente[2]
- 1753: The Adventures of Ferdinand Count Fathom[2]
- 1762: The Life and Adventures of Sir Launcelot Greaves, primeira edição em livro, originalmente publicada em série na The British Magazine, janeiro de 1760 - dezembro de 1761 (veja abaixo)[2]
- 1769: The History and Adventures of an Atom[2]
- 1771: The Expedition of Humphry Clinker[2]

### Roteiros
- 1749: The Regicide; or, James the First, of Scotland: A tragedy (peça)[2]
- 1757: The Reprisal; or, The Tars of Old England: A comedy, publicado anonimamente; uma peça encenada em 22 de janeiro[2]

### Não-ficção
- 1756: A Compendium of Authentic and Entertaining Voyages, publicado anonimamente[2]
- 1757–1758: A Complete History of England by David Hume,em quatro volumes, com Smollett acrescentando sua própria Continuation of the History of England desde o Reinado de William e Mary até a Morte de George II, publicado em 1760–65, como um adicional volume[2]
- 1766: Travels through France and Italy[2]
- 1768–1769: The Present State of all Nations, em oito volumes[2]
- A narrativa das artes básicas e desumanas que foram ultimamente praticadas no cérebro de Habbacuque Hilding
- A expedição contra Cartagena
- A previsão da morte
- Comentário sobre um dicionário filosófico, (10 volumes)

### Periódicos
- 1756: Editor e co-autor de, The Critical Review; or, Annals of Literature, um periódico publicado semestralmente até 1790[2] Data desconhecida: Editor, Universal History
- 1760: The British Magazine, periódico publicado em oito volumes; Os volumes 1 e 2 incluem a primeira publicação de Lancelot Greaves (veja abaixo)[2]